# Ben Ali Haggin
Ben Ali Haggin, né James Ben Ali Haggin III le 20 avril 1882 à New York dans l'État de New York et décédé le 2 septembre 1951dans la même ville, est un peintre portraitiste américain. 

## Biographie
Petit-fils du multimillionnaire James Ben Ali Haggin (en), Ben Ali Haggin naît à New York en 1882. Il étudie à la The Thacher School (en) à Ojai en Californie puis la peinture à l'Art Students League of New York et à l'académie des beaux-arts de Munich. 
Il épouse Margaret Faith Robinson en 1903 et commence à exposer officiellement ses œuvres la même année. Grâce à la fortune familiale et à sa parfaite connaissance de la haute société new-yorkaise, il se spécialise dans la peinture de portraits de la bourgeoisie de l'époque et dans la représentation de scènes théâtrale et d'actrices en costumes. En 1909, avec le tableau Elfrida, il est classé troisième du prix Hallgarten (en) qui récompense la meilleure œuvre d'un peintre de moins de trente-cinq ans ayant exposé à l'académie américaine des beaux-arts au cours de l'année écoulée. Il est élu à l'académie en 1912.
En 1914, il divorce et voit son grand-père mourir. Il hérite d'une partie de l'immense fortune familiale. En 1916, il épouse la danseuse Helen Roche, surnommée Bonnie Glass. Afin de soutenir l'effort de guerre, il participe comme décorateur, organisateur et acteur au spectacle National Red Cross Pageant en 1917, dont les profits sont reversés à la Croix-Rouge. A la fin des années 1920, il se tourne vers la scénographie. Il réalise notamment des décors pour le Metropolitan Opera Ballet et les Ziegfeld Follies.
Il décède à New York en 1951. Il repose au cimetière de Lexington.

## Œuvres

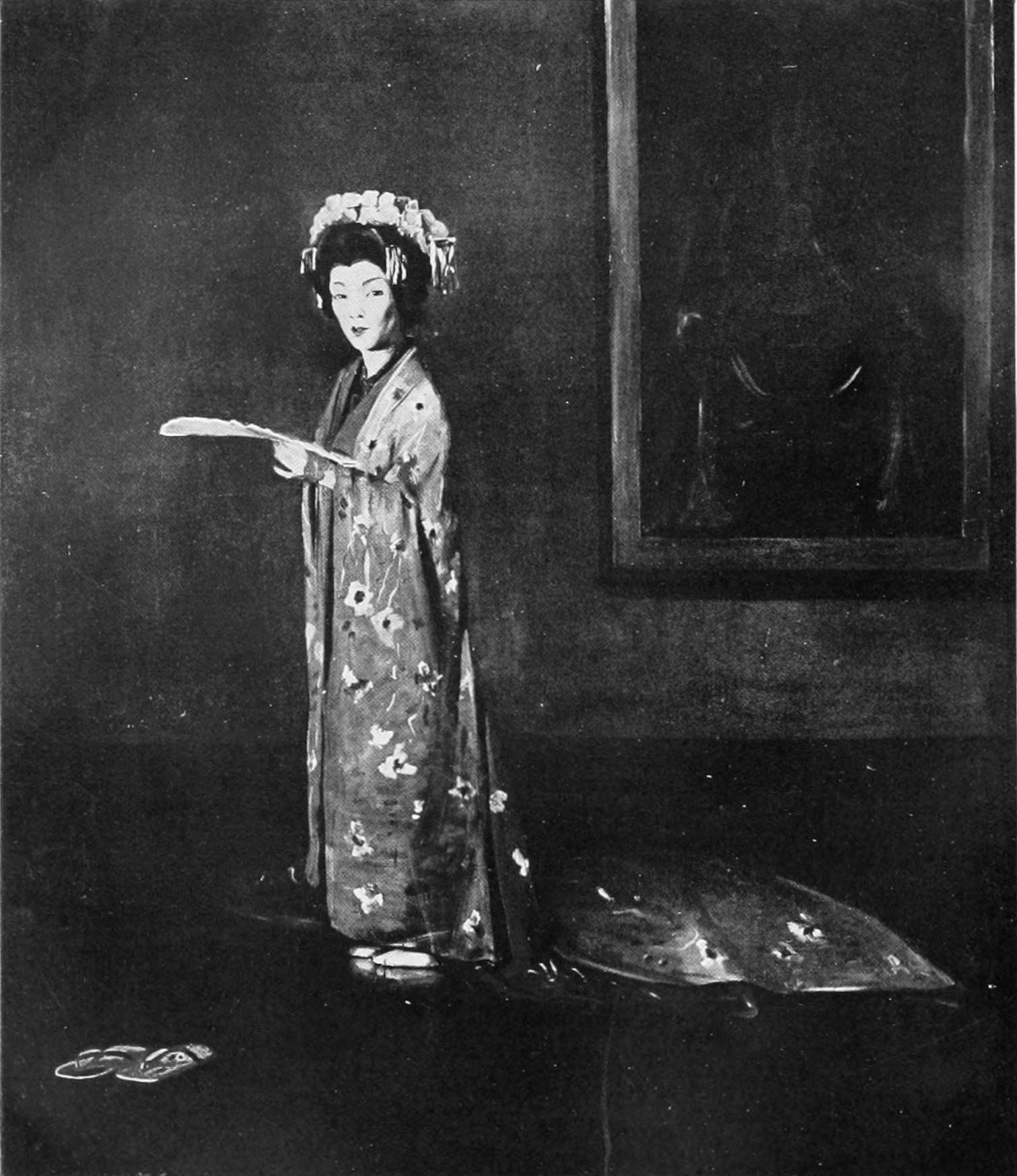
Mme Hanako, portrait de l'actrice Hanako, vers 1910
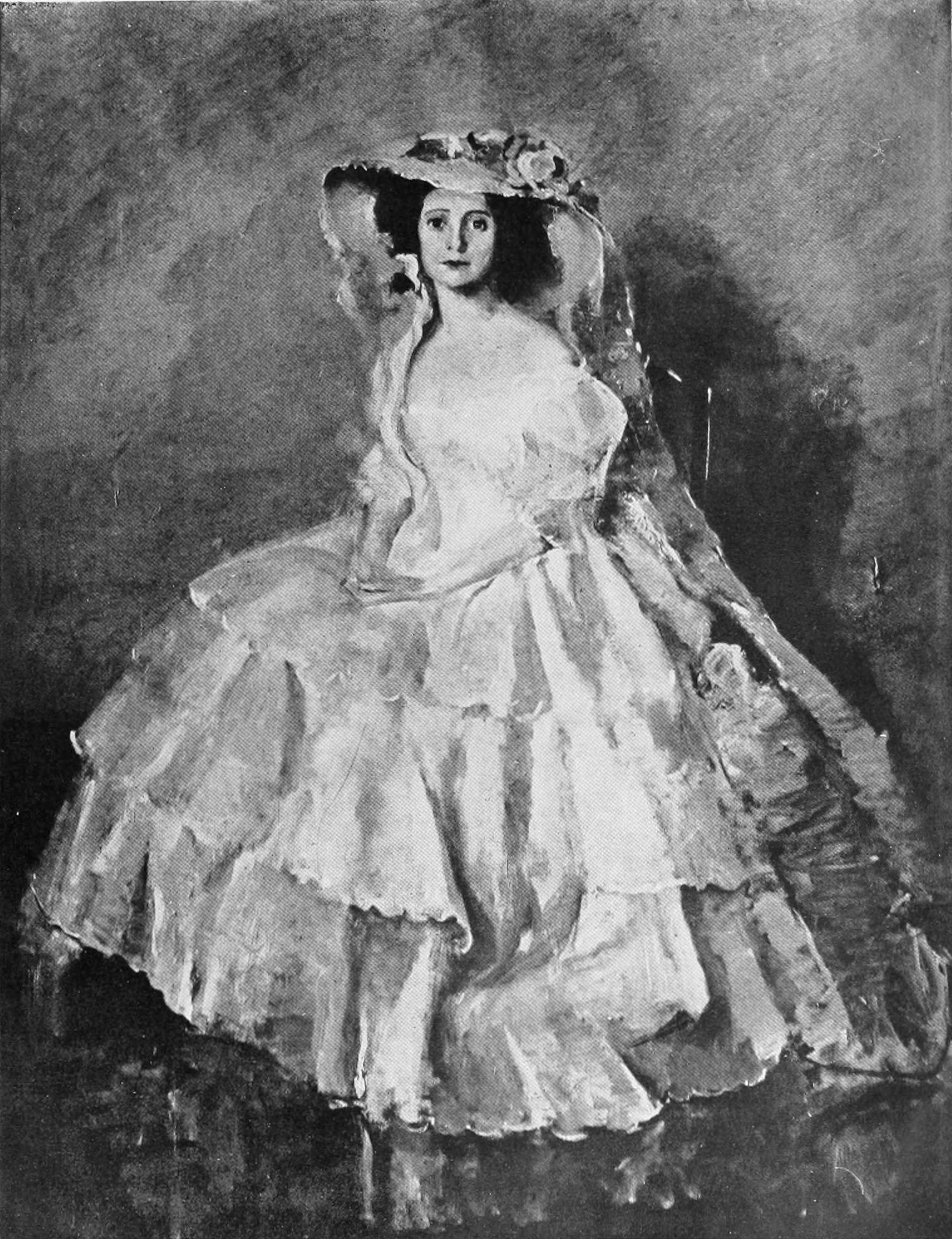
En Crinoline, portrait de l'actrice Rita Sacchetto (en), vers 1910
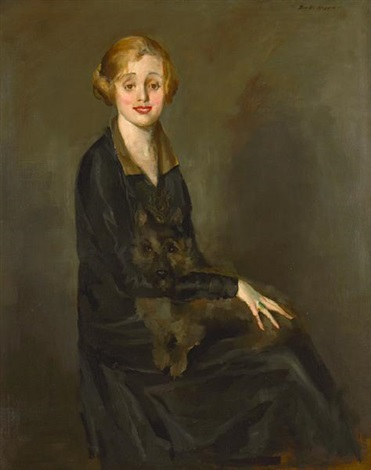
Portrait of Laurette, portrait de l'actrice Laurette Taylor
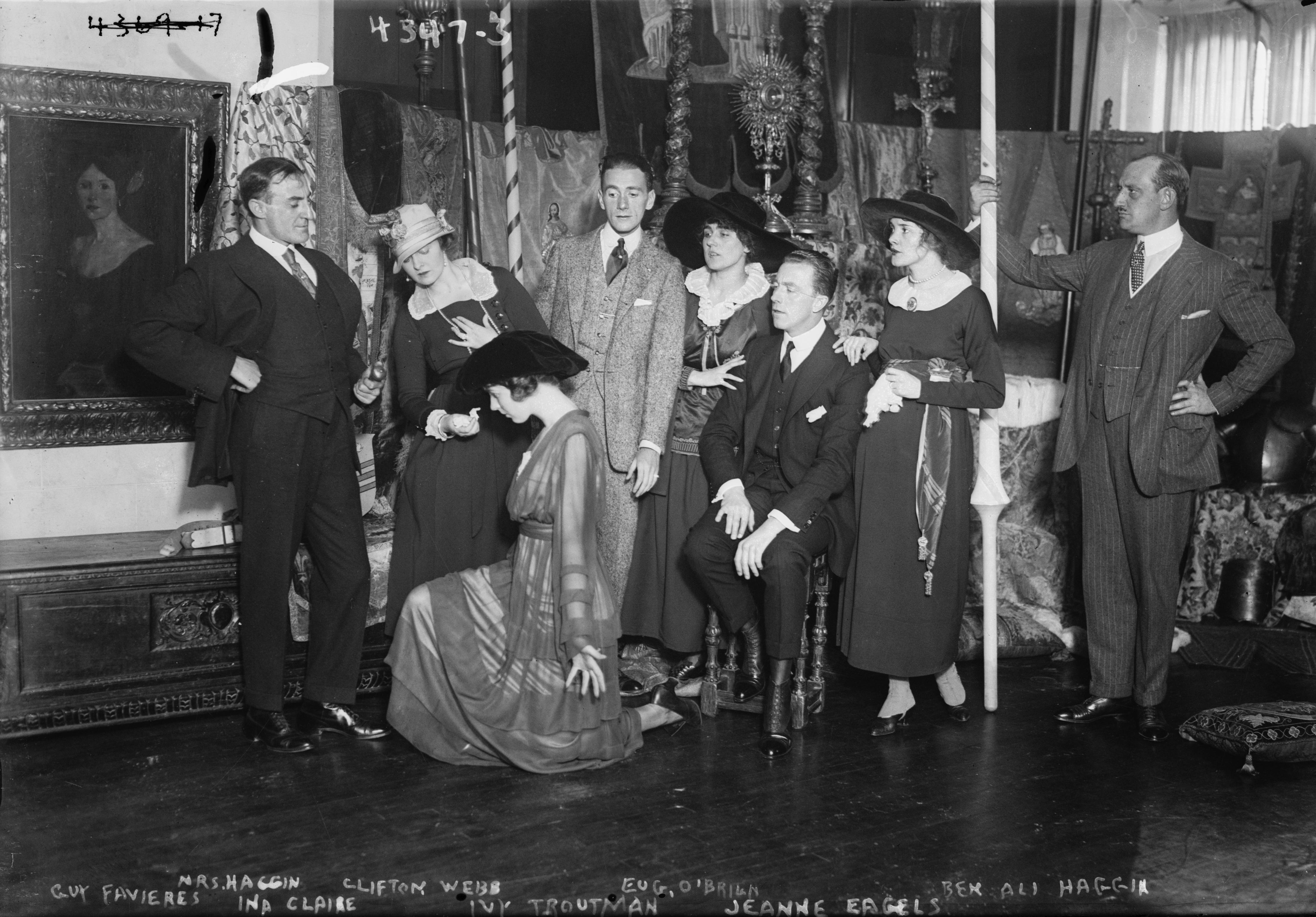
Répétition des acteurs pour le spectacle National Red Cross Pageant : de gauche à droite, Guy Favieres, Helen Roche-Haggin, Ina Claire, Clifton Webb, Ivy Troutman (en), Eugene O'Brien, Jeanne Eagels et Ben Ali Haggin.